# Gochnatia hypoleuca
Gochnatia hypoleuca là một loài thực vật có hoa trong họ Cúc. Loài này được (DC.) A.Gray mô tả khoa học đầu tiên năm 1883.